# Joey King
Pour les articles homonymes, voir King.
Joey King, née le 30 juillet 1999 à Los Angeles en Californie, est une actrice et productrice américaine.
Elle est connue pour son rôle de Shelley « Elle » Evans dans la trilogie romantique The Kissing Booth. Elle interprète Gypsy Rose dans la mini-série The Act, qui lui a notamment valu d'être nommée aux Emmy Awards et aux Golden Globes. Elle joue également dans Bullet Train en 2022, avec Brad Pitt.
À l'âge de 21 ans, elle est l'une des plus jeunes actrices à avoir signé deux contrats de premier regard[pas clair] avec deux grands réseaux de streaming Hulu et Netflix pour développer et produire via sa société de production, All the King's Horses.

## Biographie

### Enfance
Joey Lynn King naît le 30 juillet 1999 à Los Angeles dans l'État de Californie, de Terry et Jamie King. Elle a deux sœurs plus âgées prénommées Hunter King (en) et Kelli King, qui sont également actrices.

### Carrière

#### Ses débuts avec Disney et au cinéma
Dès l'âge de quatre ans, elle joue dans des films publicitaires comme celui de Life Cereal. Trois ans plus tard, elle joue pour Disney Channel aux côtés des jumeaux Dylan et Cole Sprouse dans deux épisodes de La Vie de palace de Zack et Cody.
En 2010, elle est à l'affiche du film Ramona et Beezus d'Elizabeth Allen dans le rôle de Ramona Quimby avec Selena Gomez, Ginnifer Goodwin et Josh Duhamel.
En 2011, elle rejoint la distribution de Crazy, Stupid, Love. de Glenn Ficarra et John Requa avec Steve Carell, Ryan Gosling et Emma Stone.
En 2012, à treize ans, elle participe à The Dark Knight Rises, réalisé par Christopher Nolan. Pour ce film, elle se rase la tête.
En 2013, elle joue dans White House Down réalisé par Roland Emmerich dans le rôle d'Emily avec Channing Tatum, Jamie Foxx et Maggie Gyllenhaal.
En 2014, elle joue dans la comédie dramatique Le Rôle de ma vie réalisée et jouée par Zach Braff aux côtés de Pierce Gagnon et Kate Hudson. Pour les besoins du film, elle se rase de nouveau la tête.
En 2014, elle rejoint la distribution du film Zeroville réalisé par James Franco. Elle y côtoie les acteurs Megan Fox, Seth Rogen, Will Ferrell et Dave Franco, frère de James Franco, également à l'affiche du film. Le film devait initialement être diffusé par le distributeur indépendant Alchemy, qui dépose son bilan peu auparavant. Le film sort finalement le 6 septembre 2019.
En 2017, elle joue dans le film Smartass (en) de Jena Serbu avec Ronen Rubinstein et Luke Pasqualino.

#### Depuis 2018: révélation au cinéma
Le 11 mai 2018, elle est à l'affiche d'un film original diffusé par Netflix dans lequel elle interprète le rôle principal,  celui de Shelley « Elle » Evans. Le film est une comédie romantique populaire intitulée The Kissing Booth, où jouent également Joel Courtney et Jacob Elordi.
En mai 2018, elle rejoint la distribution du thriller The Bayou de Gary Fleder, aux côtés de Gary Oldman et de Dylan O'Brien. En août 2018, elle joue dans le film d'horreur Slender Man de Sylvain White avec Jaz Sinclair et avec Julia Goldani Telles. En septembre 2018, elle tient le rôle de Kayla dans le film dramatique Apparence trompeuse de Veena Sud aux côtés de Peter Sarsgaard et de Mireille Enos.
Le 16 novembre 2018, elle fait une apparition dans le clip vidéo Sue Me de sa meilleure amie Sabrina Carpenter,. Le 13 novembre 2019, elle apparaît dans le clip vidéo Tongue Tied de Marshmello, Yungblud et Blackbear,.
En 2019, la plateforme Hulu produit la série The Act basée sur l'histoire authentique de Gypsy Rose (dont elle interprète le personnage éponyme) et de sa mère Dee Dee Blanchard (interprétée par Patricia Arquette). Pour les besoins de la série, elle se rase à nouveau la tête. La série paraît le 20 mars 2019,. Sa performance dans la mini-série lui vaut une nomination aux Golden Globes.
En 2019, elle participe à la comédie dramatique, Camp aux côtés de Nolan Gould, d'Annalise Basso, de Sierra McCormick et de Ian Nelson.
Le 14 février 2019, Netflix annonce le développement d'une suite au film à succès The Kissing Booth. Le film The Kissing Booth 2 est disponible depuis le 24 juillet 2020. Le 26 juillet 2020, Netflix avise du troisième volet, The Kissing Booth 3, sorti de 11 août 2021. Elle y joue avec Jacob Elordi ainsi qu'avec Taylor Zakhar Perez.
Le 21 juillet 2020, Joey King, à 20 ans, conclut accord de premier plan[Quoi ?] avec Hulu. Elle est l'une des plus jeunes à avoir signé un tel accord avec un réseau de streaming, pour produire des séries télévisées pour Hulu. Elle est notamment chargée de produire et de diriger par l'intermédiaire de sa société la série limitée A Spark of Light, pour Hulu et Sony Pictures Television, basée sur le livre à succès de Jodi Picoult.
Le 3 août 2020, Joey King est pressentie pour un premier rôle avec Brad Pitt dans le film d'action Bullet Train de David Leitch qui sort le 4 août 2022. Le film s'inspire du roman japonais Maria Beetle de l'auteur à succès Kōtarō Isaka, publié en 2010 et qui met en scène cinq assassins se retrouvant dans un train à grande vitesse en provenance de Tokyo, à destination de Morioka,.
Le 29 septembre 2020, Netflix fait savoir que Joey King sera l'héroïne de l'adaptation de la série de romans à succès Uglies de Scott Westerfeld et que l'entreprise a conclu un accord avec elle pour lui confier la mission de productrice déléguée sur le film, également intitulé Uglies. Le film est réalisé par Joseph McGinty Nichol et adapté par Krista Vernoff qui a notamment travaillé sur la série Charmed et Grey’s Anatomy. Il est disponible le 13 septembre 2024 sur Netflix.
Le 24 février 2021, Joey King est annoncée pour un premier rôle avec Kyle Allen dans le film The In Between d'Arie Posin, disponible depuis le 11 février 2022 sur Paramount+ aux États-Unis et depuis le 8 avril 2022 sur Netflix en France. Elle est également productrice du film,.
En juillet 2021, à l'âge de 21 ans, elle conclut un nouvel accord avec Netflix pour produire et développer des films via sa société de production All The King's Horses. Elle dirige la société, aux côtés de sa mère Jamie King et de Dan Spilo.
Le 14 juin 2022, elle est annoncée au casting de la comédie romantique Les Dessous de la famille (A Family Affair), réalisée par Richard LaGravenese et produite par la plateforme Netflix. Joey King partage l'affiche du film avec Nicole Kidman et Zac Efron. Le film est disponible le 28 juin 2024 sur Netflix.
En 2023, elle joue avec Taylor Lautner et Presley Cash (en) dans le clip vidéo I Can See You - Speak Now (Taylor's Version) de Taylor Swift filmé à Liverpool en avril 2023. Il est diffusé en avant-première durant le concert de Taylor Swift au Arrowhead Stadium de Kansas City le 7 juillet 2023.
La même année, elle partage l'affiche avec Nolan Gould dans le film Camp de Josh Yunis. Joey King est également coproductrice. Le film est sorti le 12 juillet 2024 aux États-Unis.
Le 25 mai 2024, elle participe au Festival de Cannes.

### Vie privée
De janvier 2017 à fin 2018, elle est en relation avec l'acteur Jacob Elordi, rencontré sur le tournage du film The Kissing Booth,.
Depuis septembre 2019, elle est en couple avec Steven Piet, l'un des producteurs de la série The Act, dans laquelle elle est l'actrice principale. Ils se fiancent le 22 février 2022, puis se marient le 2 septembre 2023 à La Fortaleza à Majorque,.

## Engagement
Joey King a signé la lettre « Aucun otage laissé pour compte », une lettre ouverte demandant au président américain Joe Biden de garantir la libération des otages kidnappés par le Hamas lors des attentats du 7 octobre,.

## Filmographie

### Comme actrice

#### Longs métrages
- 2007 : À cœur ouvert (Reign over me) de Mike Binder : Gina Fineman
- 2008 : En quarantaine (Quarantine) de John Erick Dowdle : Briana
- 2010 : Ramona et Beezus (Ramona and Beezus) d'Elizabeth Allen : Ramona Quimby
- 2011 : World Invasion: Battle Los Angeles de Jonathan Liebesman : Kirsten
- 2011 : Crazy, Stupid, Love de John Requa et Glenn Ficarra : Molly
- 2012 : The Dark Knight Rises de Christopher Nolan : Talia al Ghul jeune
- 2013 : Le Monde fantastique d'Oz (Oz the Great and Powerful) de Sam Raimi : La fille dans la chaise en fer / La petite fille en porcelaine
- 2013 : Conjuring : Les Dossiers Warren (The Conjuring) de James Wan : Christine
- 2013 : Family Weekend (en) de Benjamin Epps : Lucinda Smith-Dungy
- 2013 : White House Down de Roland Emmerich : Emily
- 2014 : Le Rôle de ma vie (Wish I Was Here) de Zach Braff : Grace
- 2014 : The Sound and the Fury de James Franco : Miss Quentin
- 2015 : Stonewall de Roland Emmerich : Phoebe Winters
- 2015 : Borealis (en) de Sean Garrity : Aurora
- 2016 : Independence Day: Resurgence de Roland Emmerich : Sam
- 2017 : Braquage à l'ancienne (Going in Style) de Zach Braff : Brooklyn
- 2017 : I Wish : Faites un vœu (Wish Upon) de John R. Leonetti : Claire
- 2017 : Smartass (en) de Jena Serbu : Freddie
- 2018 : Summer Love (en) (Summer '03) de Becca Gleason : Jamie
- 2018 : Radium Girls de Lydia Dean Pilcher et Ginny Mohler : Bessie
- 2018 : The Kissing Booth de Vince Marcello : Shella 'Elle' Evans
- 2018 : Slender Man de Sylvain White : Wren
- 2018 : Apparence trompeuse (The Lie) de Veena Sud : Kayla
- 2019 : Zeroville de James Franco : Zazi
- 2020 : The Kissing Booth 2 de Vince Marcello : Shella 'Elle' Evans (également productrice déléguée)
- 2021 : The Kissing Booth 3 de Vince Marcello : Shella 'Elle' Evans (également productrice déléguée)
- 2022 : The In Between d'Arie Posin : Tessa (également productrice)
- 2022 : La Princesse (The Princess) de Le-Van Kiet : la Princesse (également productrice déléguée)
- 2022 : Bullet Train de David Leitch : Prince
- 2023 : Camp de Josh Yunis : Sarah (coproductrice)
- 2024 : Les Dessous de la famille (A Family Affair) de Richard LaGravenese : Zara Ford
- 2024 : Uglies de McG : Tally Youngblood (également productrice déléguée)

#### Courts métrages
- 2006 : Grace : Grace
- 2013 : The Eulogy of Ivy O'Connor : Ivy O'Connor

#### Séries télévisées
- 2006 : La Vie de palace de Zack et Cody (The Suit Life of Zack and Cody) : Emily Mason
- 2006-2007 : Jericho : Sally Taylor
- 2007 : Entourage : La fille de Chuck
- 2008 : Untitled Liz Meriwether Project : Lucy
- 2008 : Médium : Kelly Mackenzie à 8 ans
- 2008 - 2009 : Les Experts (CSI: Las Vegas) : une petite fille / Nora Rowe (saison 9, épisode 7)
- 2010 : Ghost Whisperer : Cassidy
- 2012 : Bent : Charlie Meyers
- 2012 : New Girl : Brianna
- 2012 : The Ben and Ari Show : Faith Woodrift / Zoe
- 2012 : L'Heure de la peur (R.L. Stine's The Haunting Hour) : Carla
- 2014 - 2015 : Fargo : Greta Grimly
- 2016 : The Flash : Frankie Kane / Magenta
- 2016 : Tween Fest (en) : Maddisyn Crawford
- 2018 : Life in Pieces : Morgan
- 2019 : The Act : Gypsy Rose Blanchard (8 épisodes)
- 2024 : We Were the Lucky Ones (en) : Halina Kurc (8 épisodes)

#### Téléfilms
- 2007 : Backyards & Bullets de Charles McDougall : Junie Garrison
- 2007 : Un devoir de vengeance (Avenging Angel) de David S. Cass Sr. : Amelia
- 2009 : Anatomy of Hope de J. J. Abrams : Lucy Morgan
- 2010 : La Fille de l'ascenseur (Elevator Girl) de Bradford May : Paige
- 2014 : Warren Jeffs : Le Gourou polygame (Outlaw Prophet: Warren Jeffs) : Elissa Wall

#### Doublage
- 2008 : Horton (Dr Seuss' Horton Hears a Who!) de Jimmy Hayward et Steve Martino : Katie
- 2009 : L'Âge de glace 3 (Ice Age 3: Dawn of the Dinosaurs) de Carlos Saldanha : femelle castor
- 2013 : Le Monde fantastique d'Oz de Sam Raimi : China Doll
- 2014 : The Boxcar Children de Daniel Chuba et Mark A.Z. Dippé : Jessie
- 2021 : The Creepshow Halloween Special de Greg Nicotero : Joe Hill
- 2022-2023 : Hamster et Gretel : Fred (28 épisodes)
- 2024 : Moi, moche et méchant 4 de Chris Renaud et Patrick Delage : Poppy Prescott

#### Clip vidéo
- 2011 : Mean de Taylor Swift
- 2018 : Sue Me de Sabrina Carpenter
- 2019 : Tongue Tied de Marshmello x Yungblud x Blackbear
- 2023 : I Can See You - Speak Now (Taylor's Version) de Taylor Swift

### Comme productrice
- 2020 : The Kissing Booth 2 de Vince Marcello (productrice déléguée)
- 2021 : The Kissing Booth 3 de Vince Marcello (productrice déléguée)
- 2022 : The In Between d'Arie Posin (productrice)
- 2022 : La Princesse (The Princess) de Le-Van Kiet (productrice déléguée)
- 2023 : Camp de Josh Yunis (coproductrice)
- 2024 : Uglies de McG : Tally Youngblood (productrice déléguée)
- prochainement : A Spark of Light

## Distinctions
| Année | Cérémonie                                    | Catégorie | Travail Récompensé                         | Résultat   |
| ----- | -------------------------------------------- | --- | ------------------------------------------ | ---------- |
| 2009  | Young Artist Awards                          | Meilleure performance dans une série télévisée - Jeune actrice invitée                                                                          | Les Experts                                | Nomination |
| 2009  | Young Artist Awards                          | Meilleure performance dans un doublage - Jeune actrice                                                                                          | Horton                                     | Nomination |
| 2010  | Young Artist Awards                          | Meilleure performance dans un doublage - Jeune actrice                                                                                          | L'Âge de glace 3 : Le Temps des dinosaures | Nomination |
| 2010  | Young Artist Awards                          | Meilleur second rôle féminin dans une série télévisée                                                                                           | Anatomy of Hope                            | Nomination |
| 2010  | Women's Image Network Awards                 | Meilleure actrice dans un long métrage | Ramona et Beezus                           | Nomination |
| 2011  | Young Artist Awards                          | Meilleure performance dans un long métrage - Jeune actrice de 10 ans et moins                                                                   | Ramona et Beezus                           | Lauréat    |
| 2011  | Young Artist Awards                          | Meilleure performance dans une série télévisée - Jeune actrice invitée de dix ans et moins                                                      | Ghost Whisperer                            | Nomination |
| 2013  | Young Artist Awards                          | Meilleure actrice dans un film | The Dark Knight Rises                      | Nomination |
| 2014  | Gotham Independent Film Awards               | Meilleure révélation | Le Rôle de ma vie                          | Nomination |
| 2014  | Joey Awards, Vancouver                       | Actrice internationale (non canadienne) dans un long métrage pour la télévision ou distribué directement en vidéo et ayant été tourné au Canada | White House Down                           | Nomination |
| 2014  | Behind the Voice Actors Awards               | Meilleure performance de doublage féminine d'un enfant                                                                                          | Le Monde fantastique d'Oz                  | Lauréat    |
| 2015  | Festival international du film de Vancouver  | Meilleure actrice | Borealis (en)                              | Lauréat    |
| 2016  | Canadian Filmmakers' Festival                | Prix spécial du jury - Meilleure actrice | Borealis                                   | Lauréat    |
| 2019  | 23e cérémonie des Satellite Awards           | Satellite Award de la meilleure actrice dans une mini-série ou un téléfilm                                                                      | The Act                                    | Nomination |
| 2019  | 71e cérémonie des Primetime Emmy Awards      | Meilleure actrice dans une mini-série ou un téléfilm                                                                                            | The Act                                    | Nomination |
| 2019  | Gold Derby Awards                            | Artiste de l'année |                                            | Nomination |
| 2019  | Gold Derby Awards                            | Meilleure actrice dans une mini-série ou un téléfilm                                                                                            | The Act                                    | Nomination |
| 2019  | 32e cérémonie des Kids' Choice Awards        | Actrice de film préférée | The Kissing Booth                          | Lauréat    |
| 2020  | 26e cérémonie des Screen Actors Guild Awards | Meilleure actrice dans une mini-série ou un téléfilm                                                                                            | The Act                                    | Nomination |
| 2020  | 77e cérémonie des Golden Globes              | Meilleure actrice dans une mini-série ou un téléfilm                                                                                            | The Act                                    | Nomination |
| 2020  | 46e cérémonie des People's Choice Awards     | Star de comédie de l'année | The Kissing Booth 2                        | Lauréat    |